# تورتا (خوراکی)
تورتا (انگلیسی: Torta) یک اصطلاح آشپزی است که بسته به نوع آشپزی و منطقه، ممکن است به کیک، پای، نان تخت، ساندویچ یا املت اشاره داشته باشد.
تورتا معمولاً به موارد زیر اشاره می‌شود:
- کیک یا پای در آمریکای جنوبی، بیشتر کشورهای اروپایی و جنوب فیلیپین
- نان مسطح در اسپانیا
- نوعی ساندویچ در مکزیک
- نوعی املت در مناطق شمالی فیلیپین که به زبان تاگالوگ صحبت می‌کنند.

واژه 'تورت' در زبان ولزی که به معنای 'قرص نان' است، از همین ریشه گرفته شده است.

## ریشه‌شناسی
واژه تورتا از کلمه اسپانیایی torta گرفته شده است (اسپانیایی: [ˈtoɾta]) که خود از لاتین متأخر torta آمده است و کوتاه شده عبارت torta panis به معنای "نان پیچ‌خورده" است. کلمه انگلیسی "تارت" نیز با آن مرتبط است.